# SC 08 Hellas Chemnitz
SC 08 Hellas 08 Chemnitz was een Duitse voetbalclub uit de stad Chemnitz, in de deelstaat Saksen.

## Geschiedenis
De club werd in 1908 opgericht als FC Hellas Chemnitz. 1913 speelde de club voor het eerst in de hoogste klasse van Zuidwest-Saksen en werd daar al gedeeld derde. In 1916 werden ze in hun groep tweede achter Teutonia Chemnitz. De volgende twee seizoenen werd de club laatste. In 1918 veranderde de club de naam in SC 08 Hellas.
Na de Eerste Wereldoorlog werd de competitie van Zuidwest-Saksen hervormd tot Kreisliga Mittelsachsen, die een groter gebied besloeg. Hellas werd nu in de tweede klasse ingedeeld en werd in 1922 groepswinnaar. In de eindronde werden ze tweede achter Riesaer SV 03 waardoor ze promoveerden. Na een zevende en een zesde plaats werd de club in 1925 voorlaatste. Na dit seizoen fuseerde de club met Germania Mittweida uit de tweede klasse en speelde verder als SC Hellas/Germania Chemnitz en later als Hellas/Germania Mittweida. Na een derde plaats in het eerste seizoen gingen de resultaten langzaam bergaf tot een degradatie volgde in 1931. De volgende jaren speelde Germania Mittweida weer onder de eigen naam in de tweede klasse. Of de fusie ontbonden werd of de club enkel van naam veranderde is niet meer bekend. 